# Sérvia nos Jogos Olímpicos de Inverno da Juventude de 2012
A Sérvia competiu nos Jogos Olímpicos de Inverno da Juventude de 2012, realizados em Innsbruck, Áustria.